# پرژ ترزیان
پرژ تیگرانی ترزیان (ارمنی: Պերճ Տիգրանի Թերզյան؛  زادهٔ ۱۷ نوامبر ۱۹۳۸) یک روزنامه‌نگار نظر و فعال ملی و مردمی اهل ارمنستان است.

## زندگی‌نامه
در ۱۷ نوامبر ۱۹۳۸ در قاهره به دنیا آمد و از دانشگاه عین الشمس (۱۹۶۳) و دانشگاه آمریکایی قاهره (۱۹۶۴–۱۹۶۵) فارغ‌التحصیل شد.   وی همچنین برنده نشان افتخار ساهاک مقدس-مسروپ مقدس شده است.